# Мнемосіна
Мнемосі́на, або Мнемозі́на (грец. Μνημμοσύνη, Mnemosyne, «пам'ять») — у давньогрецькій міфології богиня пам'яті. Титаніда, дочка Урана, бога Неба, і Геї, богині Землі. Сестра Кроноса. Тітка громовержця Зевса. Описана у «Теогонії» Гесіода. Мати дев'ятьох муз, яких народила в Пієрії від Зевса. У Гесіода названа «володаркою піль Елевтера крутого». В переносному розумінні «Мнемосіна» — пам'ять.

## Опис
Біля печери Трофонія в Беотії протікали два струмки: струмок Лети, з якого пили ті, хто йшов просити поради оракула, і струмок Мнемосіни, звідки пили ті, хто вже дістав відповідь. Мнемосіну зображували здебільшого в оточенні муз, хоч існують і окремі статуї богині.
Богиня Мнемосіна, персоніфікована Пам'ять, сестра Кроноса і Океана - мати всіх муз. Вона володіє Всевіданням: згідно з Гесіодом (Теогонія, 32 38), вона знає «все, що було, все, що є, і все, що буде». Коли поетом опановують музи, він п'є з джерела знання Мнемосіна, це значить, перш за все, що він торкається до пізнання «витоків», «початків».
У тлумаченні вона відкрила спосіб міркувати і визначила для всього сущого порядок назв . Їй присвячено LXXVII орфічний гімн.